# Изненадваща цигулка
Изненадващите цигулки (Gongylus gongylodes) са вид насекоми от семейство Емпузови (Empusidae).
Таксонът е описан за пръв път от Карл Линей през 1758 година.